# Hockey Club Sierre
L'Hockey Club Sierre è una squadra di hockey su ghiaccio con sede nella cittadina svizzera di Sierre, nel Canton Vallese. Fu fondata nel 1933 e attualmente milita nella Prima Lega. I colori sociali sono il rosso ed il giallo. Le partite casalinghe vengono disputate presso la Patinoire de Graben, che può contenere circa 4.400 spettatori.
Nel corso della sua storia la squadra ha conquistato tre titoli di Lega Nazionale B e per due volte il titolo di Prima Lega nel girone Ovest. Il 30 marzo 2019 vince la finale di Prima Lega in gara 5 contro l’HC Valais e conquista la promozione in Lega Nazionale B.

## Storia

### Origini
L'HC Sierre è stata fondata nel 1933, con alla testa Teddy Siegrist, Rolf Lehman e Max Nanzer. Nel 1947, appena eletto presidente Natal Julen, il club vince il campionato vallesano, seguito da quello romando e guadagnando la Serie A (l'attuale Prima Lega). Nel 1953 nasce la scuola di hockey e la stagione seguente arriva il primo straniero, Johnny Tremblay, in qualità di allenatore-giocatore. Durante la stagione 1956-57 arriva la promozione in Lega Nazionale B. Nella stagione 1961-62 il Sierre è vice-campione di Lega Nazionale B. Nel biennio fra il 1967 ed il 1968 la formazione vallesana vinse per due volte la LNB, riuscendo a garantirsi la partecipazione per la prima volta della sua storia in Lega Nazionale A.

### Gli anni '70
Durante gli anni Settanta il club milita in LNA e registra tra le sue file giocatori e allenatori importanti: Michel Brière, Aldo Zenhäusern, Bernard Gagnon, Claude Imhof, Frantisek Vanek, Beat Tscherrig, Jean-Claude Locher, Cyrille Bagnoud, Martin Lötscher, Gilbert e Nando Mathieu e Jacques Plante.
Nel 1973 raggiunse il miglior risultato di sempre, un secondo posto finale alle spalle dell'HC La Chaux-de-Fonds. Nel 1977-78 il club ha problemi finanziari e la stagione successiva fu relegato in LNB.

### Gli anni '80
Molti i nomi passati negli anni Ottanta: Didier Pochon, Didier Massy, Philippe Giachino, Egon Locher, Olivier Ecoeur, Jean-Luc Croci-Torti, Martin Rotzer, Michel Schläfli e Jacques Lemaire.
Il 26 febbraio 1985 il Sierre festeggia la seconda promozione della sua storia in LNA, mantenendo il posto nella massima serie fino al 1988. Due anni più tardi il club ritrova la Lega Nazionale A.

### Gli anni '90
Giocatori famosi: Jean-Michel Clavien, Didier Massy, Michel Wicky, Matthias Lauber e Jean-Gagnon.
A partire dal 1991 comincia l'inferno per il club, dapprima, nel 1991, arriva la relegazione in LNB e l'anno seguente addirittura la discesa in Prima Lega. Solamente dopo 5 anni di purgatorio la squadra riconquistò la LNB.

### Gli anni 2000
Parecchie giovani promesso passata dal vallese: Bruno Erni, Philipp Lüber, Roland Meyer, Marco Poulsen e Gilles Thibaudeau.
Nelle tre stagioni fra il 2003 ed il 2006 arrivarono altrettanti secondi posti. Dal 2003 al 2011 la squadra fu nota con il nome di "HC Sierre-Anniviers".

### Gli anni 2010
La stagione 2010-11 inizia con una situazione finanziaria molto difficile. Gli innesti in squadra di elementi quali Daniele Marghitola, Mauro Zanetti, Thierry Paterlini, Wesley Snell e Paul Di Pietro nell'annata successiva non danno gli impulsi sperati alla squadra.
Nella primavera del 2013 fu dichiarato ufficialmente il fallimento della società, essa partirà dalla Terza Lega nella stagione 2013-2014.

## Cronologia
- 1933-1956: ?
- 1956-1957: Prima Lega
- 1957-1968: Lega Nazionale B
- 1968-1979: Lega Nazionale A
- 1979-1985: Lega Nazionale B
- 1985-1988: Lega Nazionale A
- 1988-1990: Lega Nazionale B
- 1990-1991: Lega Nazionale A
- 1991-1992: Lega Nazionale B
- 1992-1998: Prima Lega
- 1998-2013: Lega Nazionale B
- 2013-2014: Terza Lega
- 2014-2015: Seconda Lega
- 2015-2019: Prima Lega
- 2019-...: Lega Nazionale B

## Pista
L'HC Sierre gioca le partite casalinghe nel palazzetto di ghiaccio Patinoire de Graben che presenta una capienza di 4.500 posti di cui 2.700 seduti.
Durante i primi anni il campo di gioco è situato a Géronde, fino al 1952 dove si passa alla Plaine Bellevue. Cinque anni più tardi la pista naturale di Graben fu costruita e la Patinoire de Graben viene ufficialmente inaugurata il 30 novembre 1958. L'8 novembre 1977 l'halle polivalente di Graben viene inaugurata.

## Allenatori
- 1933-1943 Max Nanzer
- 1943-1953 Maurice Germanier
- 1953-1954 Pierre Pfefferle
- 1954-1955 Johnny Trembley
- 1955-1956 André Giachino
- 1956-1958 Réal Dulac
- 1958-1964 Fred Denny
- 1964-1967 Jimmy Rey
- 1967-1968 Claude Senechal
- 1967-1970 Rolf Meyer
- 1970-1971 André Larouche
- 1971-1972 Harry Smith
- 1971-1972 Claude Imhof
- 1972-1974 Frantisek Vanek
- 1974-1975 Pierre Duguay
- 1974-1976 Rolf Meyer
- 1976-1978 Claude Imhof
- 1978-1979 Normand Beaudin
- 1979-1981 Jacques Lemaire
- 1981-1983 Georges-Claude Rochat
- 1982-1985 Normand Dube
- 1985-1987 Frantisek Vanek
- 1986-1987 Robert Miller
- 1987-1988 Marian Statsny
- 1987-1988 J. Johanson
- 1988-1991 Juhani Tamminen
- 1991-1992 Boruslav Eberman
- 1991-1992 Leo Schumacher
- 1992-1993 Aldo Zenhäusern
- 1993-1994 Dino Masanotti
- 1994-1995 Richard David
- 1994-1995 Egon Locher
- 1995-1997 Richard Beaulier
- 1996-1998 Martin Chamberlin
- 1997-1999 Christian Wittwer
- 1998-1999 Robert Milette
- 1999-2000 Kevin Primeau
- 1999-2000 Didier Massy
- 2000-2001 Hans Kossman
- 2000-2002 Didier Massy
- 2001-2002 Jiri Otoupalik
- 2002-2004 Kim Collins
- 2004-2006 Morgan Samuelsson
- 2006-2007 Richmond Gosselin
- 2006-2008 Heikki Leime
- 2007-2008 Mark Jooris
- 2008-2009 Bruno Aegerter
- 2008-2009 Morgan Samuelsson
- 2009-2011 Robert Mongrain
- 2010-2012 Morgan Samuelsson
- 2011-2012 Philippe Bozon
- 2012-2013 Kim Collins

## Presidenti
- 1933-1938 Teddy Siegrist
- 1938-1943 Maxime Wiget
- 1943-1946 Max Buro
- 1946-1952 Natal Julen
- 1952-1955 Paul Zeller
- 1955-1957 Albert Berclaz
- 1957-1964 Henri Rauch
- 1964-1966 Willy Anstätt
- 1966-1970 Willy Anthamatten
- 1970-1972 Rody Caloz
- 1972-1974 Marcel Fournier
- 1974-1977 Roger Mayor
- 1977-1978 Amédée Metrailler
- 1978-1980 André Gauthier
- 1980-1988 Eddy Duc
- 1988-1992 Otto G. Loretan
- 1992-1997 Jean-Claude Renggli
- 1997-2000 Justin Salamin
- 2000-2001 Silvio Caldelari/Gil Bonnet
- 2001-2004 Silvio Caldelari
- 2004-2011 Jean-Daniel Epiney
- 2011-2012 Gilbert Granziero
- dal 2012 Silvio Caldelari

## Palmarès

### Competizioni nazionali
- Lega Nazionale B: 3

1966-1967, 1967-1968, 1989-1990
- Prima Lega: 3

1956-1957, 1997-1998, 2018-2019